# Berry Islands
Berry Islands è un distretto delle Bahamas con 798 abitanti al censimento 2010 situato nella parte nord-orientale del paese ed è formato da una trentina di isole più un centinaio di cay. È stato colonizzato nel 1836 dal governatore Colebrook.

## Isole
L'isola principale del distretto è Great Harbour Cay, la più estesa (lunga 13 km e larga circa 2,5) e popolosa. La seconda in ordine di grandezza è Chub Cay